# كفر الشهيد مصطفى حمودة
قرية كفر الشهيدمصطفى حمودة هي إحدى القرى التابعة لمركز السنبلاوين في محافظة الدقهلية في جمهورية مصر العربية. حسب إحصاءات سنة 2006، بلغ إجمالي السكان في كفر الشهيدمصطفى حمودة 2718 نسمة، منهم 1354 رجل و1364 امرأة.